# آپولو ۱۰٫۵: کودکی در عصر فضا
آپولو ۱۰۱⁄۲: کودکی در عصر فضا (به انگلیسی: Apollo 101⁄2: A Space Age Childhood) یک فیلم پویانمایی آمریکایی محصول ۲۰۲۲ است که در جریان رویدادهای قبل از فرود آپولو ۱۱ روی ماه اتفاق می‌افتد که بر اساس دوران کودکی نویسنده، کارگردان و تهیه‌کننده ریچارد لینکلیتر است. این یک داستان تخیلی از یک دانش‌آموز کلاس چهارم را ارائه می‌دهد که اولین فردی است که روی ماه فرود می‌آید و گلن پاول، جک بلک، زکری لی‌وای و جاش ویگینز در آن بازی می‌کنند. آپولو ۱۰۱⁄۲: کودکی در عصر فضا در ۱۳ مارس ۲۰۲۲ در جنوب از جنوب غربی اکران شد و در تاریخ ۲۴ مارس ۲۰۲۲ قبل از نمایش اول آوریل در نتفلیکس در سینماهای منتخب اکران شد. این فیلم نقدهای مثبتی را دریافت کرد و با تمجید از نویسندگی، جلوه‌های بصری و حس نوستالژیک آن مواجه شد.

## طرح
داستان اولین فرود روی ماه در تابستان ۱۹۶۹ از دو منظر در هم تنیده که لحظهٔ پیروزمندانه را از هم از سوی فضانورد و مأموریت کنترل به تصویر می‌کشد و هم چشم‌انداز کمتر دیده‌شده‌ای از پایین به بالا را از منظر یک کودک هیجان‌زده که در نزدیکی ناسا زندگی می‌کند اما مانند صدها میلیون نفر دیگر بیشتر آن را از تلویزیون تماشا می‌کند، را نشان می‌دهد. این در نهایت هم بازآفرینی دقیق این لحظهٔ خاص در تاریخ است و هم فانتزی یک کودک در مورد اینکه از زندگی معمولی‌اش در حومهٔ شهر بیرون کشیده می‌شود تا مخفیانه برای یک مأموریت مخفیانه به ماه آموزش ببیند.

## صداپیشه‌ها
- میلو کوی در نقش استنلی جوان[۲]
- جک بلک در نقش استنلی بزرگسال[۲]
- گلن پاول در نقش بوستیک، مسئول ناسا[۲]
- زکری لی‌وای در نقش کرانز، مسئول ناسا[۲]
- جاش ویگینز در نقش استیو
- لی ادی در نقش مامان
- بیل وایز در نقش پدر
- ناتالی ل آمورو در نقش ویکی
- جسیکا برین کوهن در نقش جانا
- سم چیپمن در نقش گرگ
- دانیل گیلبوت در نقش استفانی

## تولید
ریچارد لینکلیتر در اصل ایدهٔ این فیلم را در سال ۲۰۰۴ دریافت کرد. در فوریه ۲۰۱۸، اعلام شد که ریچارد لینکلیتر این فیلم را بر اساس فیلمنامه‌ای که خودش نوشته کارگردانی خواهد کرد. در ژوئیهٔ ۲۰۲۰، اعلام شد که گلن پاول، جک بلک، زکری لی‌وای، جاش ویگینز، میلو کوی، لی ادی، بیل وایز، ناتالی لامورو، جسیکا برین کوهن، سم چیپمن و دنیل گیلبوت با توزیع نتفلیکس به بازیگران این فیلم پیوسته‌اند.
ریچارد لینکلیتر قصد داشت این فیلم را به لایو اکشن بسازد اما در عوض به دلیل ماهیت جذابیت پویانمایی تصمیم گرفت سبک پویانمایی را که متأثر از کارتون‌های صبح شنبه است، بسازد. فیلم‌های خانگی ساخته شده در هیوستون، تگزاس در طول دهه ۱۹۶۰ برای تحقیق مورد استفاده قرار گرفته و برخی نیز در فیلم گنجانده شدند.
تصویربرداری اصلی در فوریه ۲۰۲۰ در استودیو ترابل‌میکر رابرت رودریگز در آستین، تگزاس آغاز شد و در مارس ۲۰۲۰ به پایان رسید لینکلیتر زمان زیادی را صرف تدوین فیلم در طول دنیاگیری کووید-۱۹ کرد.

### محیط
داستان فیلم در دهه ۱۹۶۰ در هیوستون و در جریان رقابت فضایی می‌گذرد.

### فیلمبرداری
بخش‌هایی از فیلمبرداری در مقابل یک صفحه سبز انجام می‌شد و هر چیزی که شخصیت‌ها با آن ارتباط برقرار نمی‌کردند یا لمس نمی‌کردند، در پس‌تولید پویانمایی می‌شدند. بخش‌هایی از فیلم که به صورت لایو اکشن فیلم‌برداری شده‌اند، در طول پس‌تولید با استفاده از تکنیکی مشابه روتوسکوپی که در زندگی بیداری (۲۰۰۱) و یک پوینده تاریک (۲۰۰۶) استفاده شده بود، پویانمایی شدند.

## انتشار
آپولو ۱۰۱⁄۲: کودکی در عصر فضا اولین بار در جشنواره فیلم جنوب از جنوب غربی در سال ۲۰۲۲ در ۱۳ مارس ۲۰۲۲ به عنوان سرفصل نمایش داده شد. زمانی که تریلر رسمی منتشر شد، تاریخ انتشار آن برای ۱ آوریل ۲۰۲۲ اعلام شد که اولین بار در نتفلیکس به نمایش درآمد. این فیلم در ۲۴ مارس ۲۰۲۲ در سینماهای منتخب اکران شد.

## بازخورد
در وبگاه جمع‌آوری نقد راتن تومیتوز، ٪۹۱ از ۱۲۷ بررسی منتقدان مثبت است و میانگینِ امتیاز آن ۸/۱۰ است. اجماع این وبگاه چنین می‌نویسد: «آپولو ۱۰۱⁄۲: کودکی در عصر فضا ایدهٔ نوستالژیکِ ریچارد لینکلیتر را در حال استفادهٔ مجدد از مواد بصری و موضوعی به شیوه‌ای عمیقاً شخصی و الهام‌گرفته شده به تصویر می‌کشد.» این فیلم در متاکریتیک که از میانگین وزنی استفاده می‌کند، بر اساس نظر ۳۸ منتقدین امتیاز ۷۹ از ۱۰۰ را کسب کرده که نشان‌گر «نقدهای عموماً مطلوب» است.